# Peleas i Melisanda (opera)

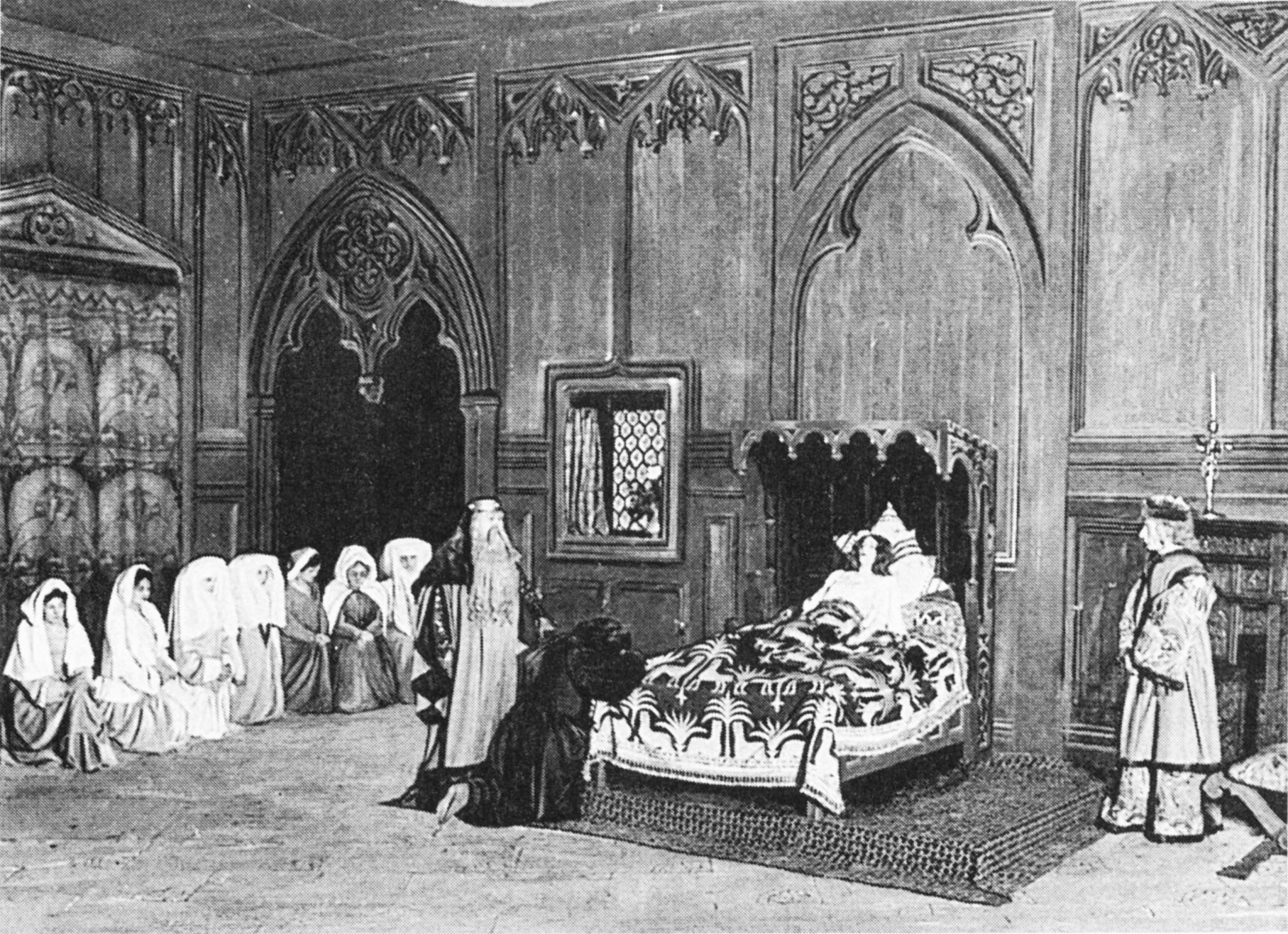
Peleas i Melisanda, Akt 5, produkcja z 1902 roku

Peleas i Melisanda, także w formie Peleas i Melizanda (fr. Pelléas et Mélisande) – pięcioaktowy dramat liryczny Claude’a Debussy’ego do własnego libretta według dramatu Peleas i Melisanda Maurice’a Maeterlincka. Prapremiera 30 kwietnia 1902 w Opéra-Comique w Paryżu. Polska premiera: w warszawskim Teatrze Wielkim 19 kwietnia 2002 (wersja z dwoma fortepianami).

## Recepcja
Dramat liryczny Claude’a Debussy’ego, będący adaptacją symbolistyczno-impresjonistycznego dramatu Maurice’a Maeterlincka, przejął ze swego literackiego pierwowzoru aurę niedomówień, których ucieleśnieniem jest nieznanego pochodzenia tytułowa bohaterka. Zachowania postaci determinuje nieokreślony lęk, jaki odczuwają oraz przekonanie, że nie decydują o sobie, lecz podlegają tajemniczemu, nieznanemu Fatum. Śpiew jest ściśle wyprowadzony z prozodii tekstu poetyckiego, a orkiestra dostarcza nastrojowego tła dla rozgrywających się zdarzeń. Łącznikiem pomiędzy niedługimi scenami są instrumentalne interludia.

## Osoby
- Peleas – tenor
- Melisanda – sopran
- Golaud, brat Peleasa – baryton
- Arkel, król Allemonde, ich dziadek – bas
- Genowefa, matka Peleasa i Golauda – kontralt
- Yniold, syn Golauda z pierwszego małżeństwa – sopran chłopięcy
- Lekarz – bas
- Pasterz – baryton

## Treść
Miejsce i czas akcji: mityczne królestwo Allemonde w okresie wczesnego średniowiecza.

### Akt I
Podczas polowania Golaud odnajduje zagubioną w lesie, płaczącą dziewczynę – Melisandę. Zabiera ją z sobą na dwór swego dziadka – króla Arkela. W liście powiadamia matkę o swej decyzji. Arkel przystaje na to, a Peleas zapala umówiony znak, że Golaud może wpłynąć do portu. Podczas wieczornej przechadzki Genowefy i Melisandy, ta ostatnia wyjawia lęk jaki odczuwa w mglistej krainie Allemonde. Spotyka Peleasa, który nazajutrz ma opuścić zamek.

### Akt II
Peleas i Melisanda spotykają się przy zamkowej sadzawce. W czasie rozmowy wpada do niej pierścień Melisandy, jaki otrzymała od Golauda. Ten zostaje w tym samym czasie ranny, spadając z konia. Zauważa u doglądającej go żony brak pierścienia. Ta twierdzi, iż musiała go zgubić podczas zabawy nad morzem z jego synem Ynioldem. Golaud poleca jej odnaleźć go zanim nastąpi przypływ. W poszukiwaniach towarzyszy jej Peleas. W jaskini natrafiają na śpiących tam żebraków.

### Akt III
Peleas przychodzi pod komnatę Melisandy w zamkowej wieży, by się pożegnać przed wyjazdem. Nie mogąc dosięgnąć go dłonią, Melisanda rozpuszcza włosy, które spływają w dół, do stóp Peleasa. Nadchodzi Golaud. Prowadzi brata do zamkowych podziemi z jeziorem. Peleas jest bliski omdlenia i dochodzi do siebie dopiero na zewnątrz. Golaud wypytuje swego synka Yniolda o Peleasa i Melisandę, a potem podsadza go do okna w komnacie, w której tamci przebywają, i każe sobie dokładnie opowiedzieć, co chłopiec widzi.

### Akt IV
Coraz bardziej zazdrosny Golaud w sposób grubiański traktuje swoją żonę, co spotyka się z napomnieniem ze strony Arkela. Peleas, który wyjeżdża do ojca, po raz ostatni spotyka się z Melisandą przy zamkowej sadzawce, gdzie wyznają sobie miłość. Przyczajony  w zaroślach Golaud wypada i zabija brata.

### Akt V
Wyczerpana ostatnimi przejściami Melisanda umiera podczas porodu.